# Тарки
Тарки́ (кум. Таргъу), также Таргу, Тарку — посёлок городского типа в Дагестане. Входит в городской округ город Махачкала. Административно подчинён Советской районной администрации города Махачкала.
Один из древнейших населённых пунктов Дагестана. По одной из версий отождествляется с городом Семендер, столицей Хазарского каганата. Являлся столицей Тарковского шамхальства.

## Географическое положение
Расположен на восточном склоне горы Тарки-Тау, в 4 км от центра города Махачкала.

## Население
| 1869    | 1888    | 1895    | 1926    | 1939    | 1959    |
| ------- | ------- | ------- | ------- | ------- | ------- |
| 4116    | ↘3002   | ↘1802   | ↗1983   | ↗2287   | ↗3765   |
| 1970    | 1979    | 1989    | 2002    | 2010    | 2012    |
| ↗6905   | ↗8090   | ↘3743   | ↗9858   | ↗15 356 | ↗15 459 |
| 2013    | 2014    | 2015    | 2016    | 2017    | 2018    |
| ↗15 503 | ↘15 443 | →15 443 | ↗15 544 | ↗15 609 | ↗15 742 |
| 2019    | 2020    | 2021    | 2023    | 2024    | 2025    |
| ↗15 760 | ↗15 850 | ↗18 233 | ↗18 318 | ↗18 386 | ↗18 520 |

По данным Всероссийской переписи населения 2021 года:
| №        | Национальность | Численность, чел. | Доля   |
| -------- | -------------- | ----------------- | ------ |
| 1        | кумыки         | 17 611            | 96,5 % |
| 1.000001 | не указавшие   | 325               | 1,7 %  |
| 1.000002 | прочие         | 297               | 1,6 %  |
| 1.000003 | всего          | 18 233            | 100 %  |

## История

### Предыстория
Археологические раскопки выявили погребения на месте Тарков, которые относятся ко II тысячелетию до н. э. и I—III векам н. э., а также свидетельствуют о непрерывности существования селения со II тысячелетия до н. э.

### Древнейшая история
Согласно некоторым исследователям (Л. И. Лавров, С. Т. Еремян, Ф. Нансен), Тарки отождествляются с древнехазарским Семендером, и, соответственно, первым письменным упоминанием его может считаться упоминание в армянской географии VII века в форме М-с-н-д-р. Арабские и еврейские авторы тех веков не упоминают название Тарки и упоминают только Семендер. Хроника Дербент-наме также отождествляет два этих названия.
Под сегодняшним названием город упоминается впервые в VIII веке армянским историком Гевондом. Гевонд сообщает, что арабская армия при завоевании Восточнокавказских областей в 716—717 остановилась у гуннского города «Таргу», что соответствует кумыкскому названию многовековой местной столицы «Таргъу». Из городов Дагестана Гевонд упоминает только Дербент и Таргу, что говорит о важном значении города уже в VIII веке. Лавров на основе текстов Гевонда и средневековых арабских источников предположил, что Тарки после взятия арабами снова вернулся в состав Хазарии.
Этимологическую основу названий Таргу и Семендер, по мнению исследователей, составляют персидские названия с элементом «-дар/-дер», означающим «дверь», и присутствующим в названии того же Дербента, что значит «Железные врата». По мнению Минорского, Семендер может быть именем одного из тюркских племён, передавших городу своё имя.
Согласно Масуди, Семендер был столицей Хазарии, но после захвата города арабами (в VIII в.) столица была перенесена в город Итиль на реке Волге.
Из работы Лаврова:
Мас'уди говорит, что и в его время Семендер был населен хазарами). По словам Ибн-Хаукаля (X в.) правитель Семендера, подобно хазарским правителям, исповедовал иудейскую религию и состоял в родстве с каганом. Несмотря на сообщение, Мас'уди о завоевании Семендера арабами, другие источники X в. (Ибн-Хаукаль), Ал-Мукаддасий), автор "Худуд ал-алем"), автор так называемого письма царя Иосифа) единодушно считают его входящим в состав Хазарского государства. Таким образом, утверждение в нем арабов могло быть только временным. За это же говорит и разорение его киевским князем Святославом во время похода на хазар.

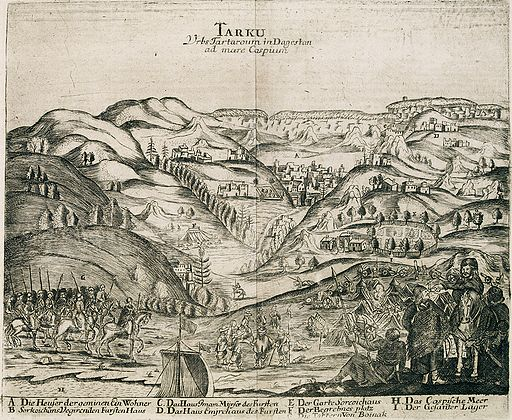
Тарки на гравюре XVII века к книге путешествий Адама Олеария.

Источники рассказывают, что в X веке Семендер представлял собою большой город, богатый садами и виноградниками. Постройки его были «сделаны из дерева, переплетенного камышом; крыши у них остроконечные» (Ал-Мукаддаси). В городе были мечети, христианские храмы и синагоги, так как население состояло из людей разных вероисповеданий. Торговое значение города видно из слов «Худуд ал-алем», что «Семендер — это богатый город, имеющий базары и купцов»). В 966 году Тарки разрушены князем Святославом.

### Средние века
В следующий раз (после разрушения Святославом в конце X в.) город Тарки упоминается в письменных источниках, относимых к XIII—XIV вв.: в тимуридских хрониках; у Плано Карпини — как завоёванный монголами; на Каталонском атласе 1375 года обозначен как часть «Сарайской империи» (Imperio de Sarra), то есть Золотой Орды.
Город имел стратегическое значение из-за расположения на торговом пути из Поволжья в Закавказье и Иран.
Около 1469 года город посетил Афанасий Никитин, упомянувший его в своих путевых записках «Хожение за три моря».

### Новое время
C конца XVI века по 1867 год город Тарки — столица Тарковского шамхальства, пристань и крупный торговый центр на перекрёстке путей из Ирана на Северный Кавказ (до Азова и Тамани) и в Поволжье (Астрахань). В XVIII веке ‒ начале XIX века в Тарках располагался один из крупнейших невольничьих рынков Северо-Восточного Кавказа. Несколько раз подвергался разрушению русскими войсками (1560, 1594, 1604, 1725, 1831).
По сообщениям голландского географа XVII века Витсена:
город Тарку самый большой в Дагестанском крае и это его главный город... Дома в Тарку строятся из глины, около города имеется деревянная крепость... Дома их плоские и четырёхугольные, построенные из глины и извести... Замок в Тарку очень большой. По рассказам, в нём столько окони дверей, сколько дней в году... дороги, которыми в нему подбираются, настолько круты и узки, что один пеший человек может дать отпор целой толпе. Размеры его почти равны рынку перед ратушей в Амстердаме. Перед замком стоят пушки... охраняют его несколько сот пеших и конных солдат, вооружённых мушкетами, османскими ружьями и луками.
В период Персидского похода Петра I его сподвижник Яков Брюс сообщал о столице шамхальства: «Этот город Тарки, главный город Дагестана, имеет более трех тысяч домов и наполнен жителями».
По описанию П. Г. Буткова в 1796, «город Тарки имеет прелестное положение. Составляющие его 1500 домов разбросаны по косогору версты на 3».
Более подробные сведения о Тарках обнаруживаются у академика И. А. Гильденштедта, который оставил в XVIII в. следующее описание: «Тарку, небольшое кумыкское владение, коего повелитель, по имени Шамхал или Шемхал, имеет пребывание своё в самом Тарку. Самый Тарку содержит, по некоторым известиям, до 1200 дворов и семейств».
«Деревня сия Тарки, — отмечает А. И. Ахвердов в „Описании Дагестана“ 1804 года, — от берега морского не далее трех верст и расположена в полугоре Каменной, вышедшей полукругом».

### Кавказская война
26-31 мая 1831 года происходило Таркинское сражение, в котором восставшие кумыки были разбиты русскими войсками. Аул был полностью разрушен.
А. А. Бестужев-Марлинский писал:

 Между тем упорная битва не переставала; более десяти раз ожесточенные кумыки и чеченцы кидались в шашки, а ничто не может быть ужаснее удара людей, поклявшихся умереть; но здесь нашла коса на камень: бесстрашие сокрушилось о бесстрашие, панцерники умирали на штыках, не отступая; солдаты наши, кучками по семь и по десять человек, бросались в завалы, занятые двадцатью и тридцатью врагами, и опрокидывали их. В центре было самое убийственное дело. Орудие, которое громило там стены домов, пробивало для неприятелей стрельницы, из которых в тот же миг выставлялись ружья и меткими выстрелами бросали смерть за смерть. Командир Куринского полка, подполковник фон Дистерло 2-й*, посланный генералом на правый фланг, чтобы занять под батарею курган, командующий обеими половинами города, исполнил это с успехом и приехал в центр, где наши стрелки брали приступом дом за домом. Увлеченный отвагою, он повел их сам в штыки, выбил из одного завала и, держа в руке отбитое им знамя, с восклицанием: «Ребята! вперед! Ура!» — кинулся против дома; но роковая пуля в грудь повергла мертвым бесстрашного. Разъяренные солдаты, взяв дом, из коего вылетел выстрел, свершили кровавую тризну за смерть любимого начальника. После этого невозможно было уговорить их брать пленных. 
Жители Тарки приняли активное участие в Шамхальском восстании 1843 года.

### Новейшая история
Административный центр Махачкалинского района в 1931—1932 гг.
Постановлением СНК Дагестанской АССР от 12 апреля 1944 г. «О переселении колхозников колхозов „им. МОПР“, „9 января“ и „1 мая“ Махачкалинского района в Хасавюртовский район» большая часть населения поселка была переселена в село Бамматюрт.
Статус посёлка городского типа — с 1958 года.